# Their Greatest Hits (1971-1975)
Their Greatest Hits (1971–1975) è il primo greatest hits del gruppo musicale statunitense Eagles, pubblicato dalla Asylum Records nel 1976.
L'album è il più venduto della band ed è uno dei più venduti in assoluto con oltre 42 milioni di copie a livello globale.

## Accoglienza
Nel 2017, l'album è stato selezionato dalla Biblioteca del Congresso per la conservazione alla National Recording Registry in quanto "culturalmente, storicamente o artisticamente significativo".
Il 20 agosto 2018 ha superato negli Stati Uniti Thriller di Michael Jackson (che detiene comunque il record di album in studio più venduto nel mondo) con stime di 38 milioni di copie certificate dalla Recording Industry Association of America, diventando l'album più venduto negli Stati Uniti.
Al 2020, l'album ha superato la soglia delle oltre 45 milioni di copie vendute nel mondo, diventando il terzo album musicale più venduto di tutti i tempi, dietro Thriller (oltre 100 milioni) di Michael Jackson e Back in Black (50 milioni) degli AC/DC.

## Tracce

### Lato uno
1. Take It Easy (Jackson Browne, Glenn Frey) – 3:32
2. Witchy Woman (Don Henley, Bernie Leadon) – 4:11
3. Lyin' Eyes (Henley, Frey) – 6:22
4. Already Gone (Jack Tempchin, Robert Arnold Strandlund) – 4:13
5. Desperado (Henley, Frey) – 3:33

### Lato due
1. One of These Nights (Henley, Frey) – 4:51
2. Tequila Sunrise (Henley, Frey) – 2:52
3. Take It to the Limit (Randy Meisner, Henley, Frey) – 4:48
4. Peaceful Easy Feeling (Tempchin) – 4:18
5. Best of My Love (Henley, Frey, J.D. Souther) – 4:35

## Formazione
- Don Felder - chitarra, voce (Tracce 3, 4, 6, 8, 10)
- Glenn Frey - chitarra, pianoforte, voce
- Don Henley - batteria, voce
- Bernie Leadon - banjo, chitarra, mandolino, voce
- Randy Meisner - basso, chitarra, voce

## Produzione
- Produttori: Glyn Johns, Bill Szymczyk
- Ingegnere: Allan Blazek, Michael Braunstein, Glyn Johns, Ed Mashal, Bill Szymczyk, Michael Verdick, Don Wood
- Assistente ingegnere: Allan Blazek, Howard Kilgour
- Mastering: Ted Jensen
- Copertina: Tom Kelley

## Classifica
| Anno | Classifica                    | Posizione       |
| ---- | ----------------------------- | --------------- |
| 1976 | Billboard 200 (177 settimane) | 1 (5 settimane) |
| 1976 | Canada                        | 1               |
| 1976 | Nuova Zelanda                 | 2               |
| 1976 | Official Albums Chart         | 2               |
| 1976 | Norvegia                      | 8               |

### Singoli
| Anno | Singolo               | Classifica        | Classifica | Classifica         |
| Anno | Singolo               | Billboard Hot 100 | Country    | Adult Contemporary |
| ---- | --------------------- | ----------------- | ---------- | ------------------ |
| 1972 | Take It Easy          | 12                | -          | -                  |
| 1972 | Witchy Woman          | 9                 | -          | -                  |
| 1973 | Peaceful Easy Feeling | 22                | -          | -                  |
| 1973 | Tequila Sunrise       | 64                | -          | -                  |
| 1974 | Already Gone          | 32                | -          | -                  |
| 1975 | One of These Nights   | 1                 | -          | -                  |
| 1975 | Lyin' Eyes            | 2                 | 8          | 3                  |
| 1975 | Best of My Love       | 1                 | -          | 1                  |
| 1976 | Take It to the Limit  | 4                 | -          | 4                  |